# Rinóforo

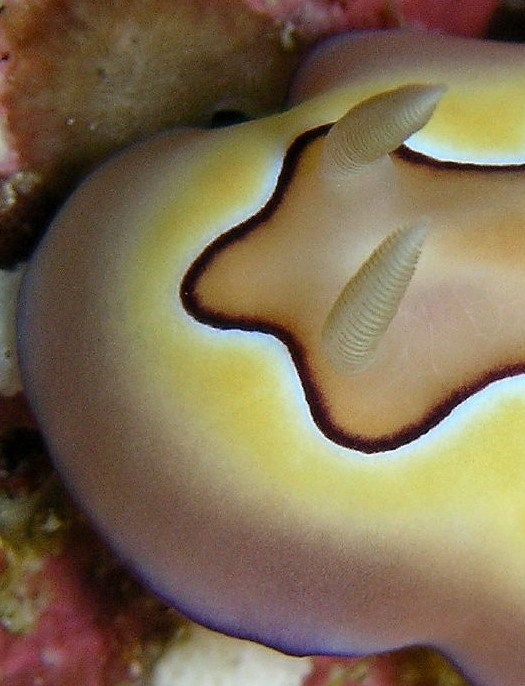
Par de rinóforos en la cabeza de Chromodoris coi

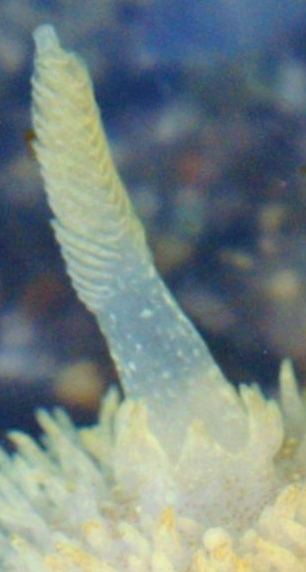
Rinóforo derecho de Acanthodoris pilosa

Un rinóforo es uno de un par de quimiosensores con estructuras en forma de maza, en forma de varilla o en forma de oreja que son la parte más prominente de la anatomía externa de la cabeza en babosas de mar, moluscos opistobranquios gasterópodos marinos como los nudibranquios (Nudibranchia), las liebres de mar (Anaspidea) y las babosas de mar chupadoras de savia (Sacoglossa) .

## Etimología
El nombre se refiere a la función del rinóforo como órgano del "olfato". "Rino-" significa nariz del griego antiguo ῥίς rhis y de su genitivo ῥινός rinocerontes. "foro" significa "llevar" del latín -phorus y del griego -phoros (φορος) "llevar", un derivado de phérein (φέρειν).

## Función
Los rinóforos son receptores de olores o sabores, también conocidos como órganos quimiosensores, situados en la superficie dorsal de la cabeza. Se utilizan principalmente para quimiorrecepción y reorrecepción (respuesta a la corriente de agua) a distancia.
Los olores detectados por los rinóforos son sustancias químicas disueltas en el agua del mar. La estructura fina y los pelos del rinóforo proporcionan una gran superficie para maximizar la detección química. Esto permite que los nudibranquios permanezcan cerca de su fuente de alimento (por ejemplo, especies de esponjas) y encontrar pareja. En la liebre marina Aplysia californica, los rinóforos son capaces de detectar feromonas.

## Protección
Para proteger a los rinóforos prominentes contra los mordiscos de los depredadores, incluidos los peces, la mayoría de las especies de nudibranquios doridos pueden retirar sus rinóforos en un bolsillo debajo de la piel.

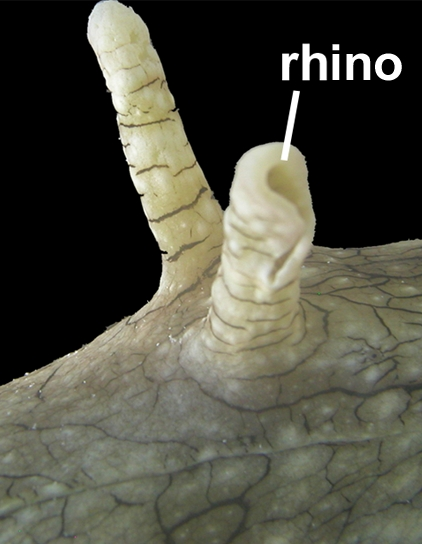
Rinóforo de Aplysia californica

## Estructura
En adultos de Aplysia reproductivamente maduros, el rinóforo mide aproximadamente 1 cm de longitud. La organización neuroanatómica incluye un surco en el rinóforo donde la mayoría de las células sensoriales parecen estar concentradas. Su epitelio sensorial contiene neuronas sensoriales que proyectan axónes de nuevo a los ganglios y dendritas del rinóforque terminan en un cilio expuesto a la superficie o en una pequeña protuberancia.
|  |  |  |

## Comparación con tentáculos orales
En Aplysia californica, los tentáculos orales, que están situados en una posición más ventral, posiblemente están involucrados en la quimiorrecepción y mecanorrecepción de contacto.